# شعار كشفي

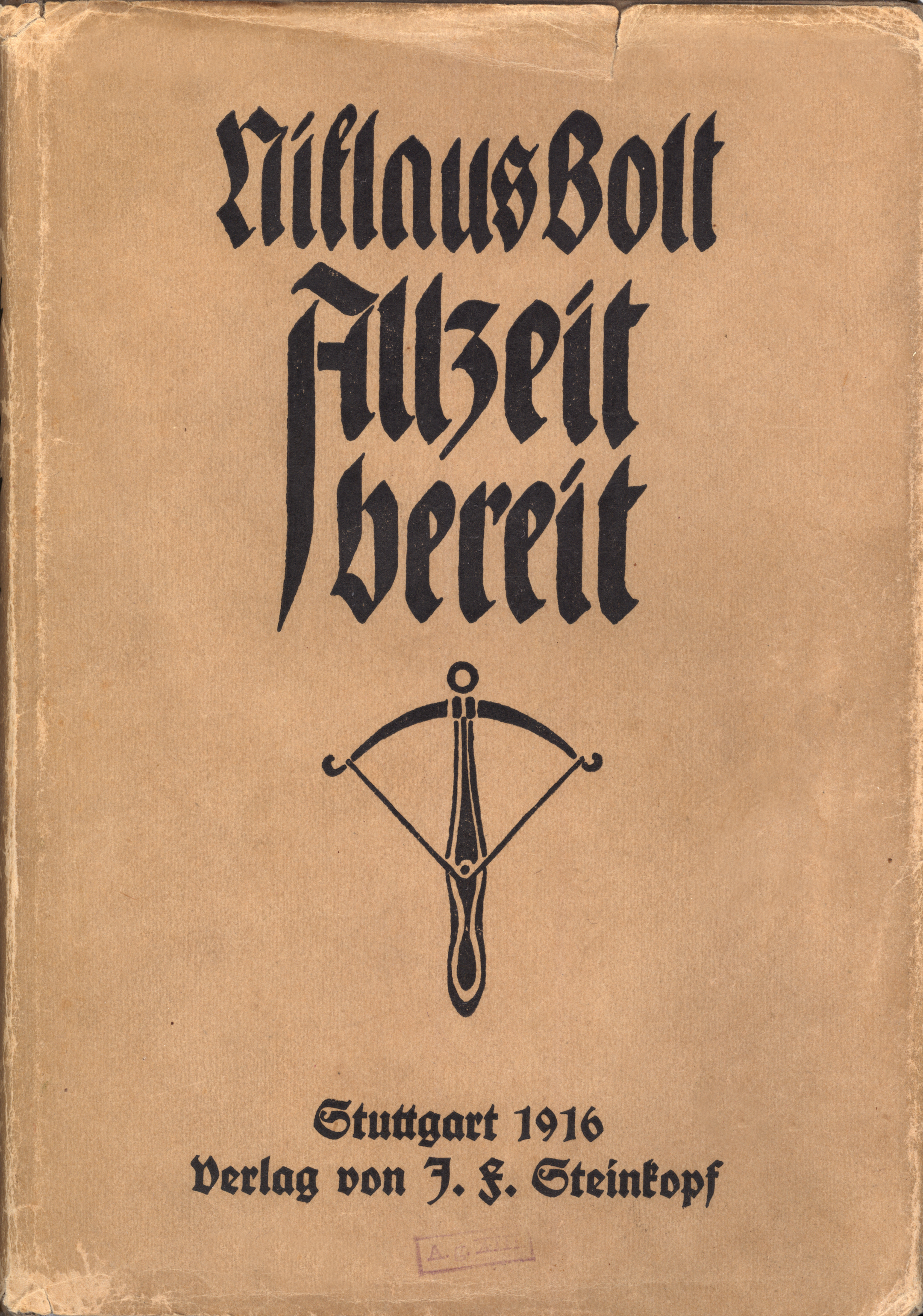
كتاب الكشاف السويسري "اليزيت بيريت" بعنوان (الإعداد الدائم) عام 1916.

الشعار الكشفي  يتبع حركة الكشفية ويكون بلغات مختلفة، وقد تم استخدامه من قبل الملايين من الكشافة في جميع أنحاء العالم منذ عام 1907. معظم المنظمات الأعضاء في الجمعية العالمية للمرشدات وفتيات الكشافة تتبع نفس الشعار الوطني.